# チカソーバイユーの戦い
チカソーバイユーの戦い（チカソーバイユーのたたかい、英: Battle of Chickasaw Bayou、またはウォルナットヒルズの戦い、英: Battle of Walnut Hills）は、南北戦争の1862年12月26日から29日、ビックスバーグ方面作戦の緒戦となった戦闘である。ジョン・C・ペンバートン中将が指揮する南軍が、ウィリアム・シャーマン少将が指揮して前進してきた北軍を撃退した。北軍はミシシッピ州ビックスバーグの攻略を目指していた。
12月26日、シャーマン指揮下の3個師団がヤズー川岸ジョンソンのプランテーションで上陸し、ビックスバーグの防衛線に北東から接近した。一方4個目の師団がさらに上流で12月27日に上陸した。12月27日、北軍は強固な防衛線が張られているウォルナットヒルズに向かう湿地を抜けて、その前線を押し出した。12月28日、これら防衛線に対して攻撃が仕掛けられたが、実を結ばなかった。12月29日、シャーマンが正面突破を命令したが、大きな損失を出して撃退され、撤退した。この南軍の勝利で、北軍ユリシーズ・グラント少将が目指す直接攻撃によるビックスバーグ攻略の試みが躓くことになった。

## 背景、対戦した戦力

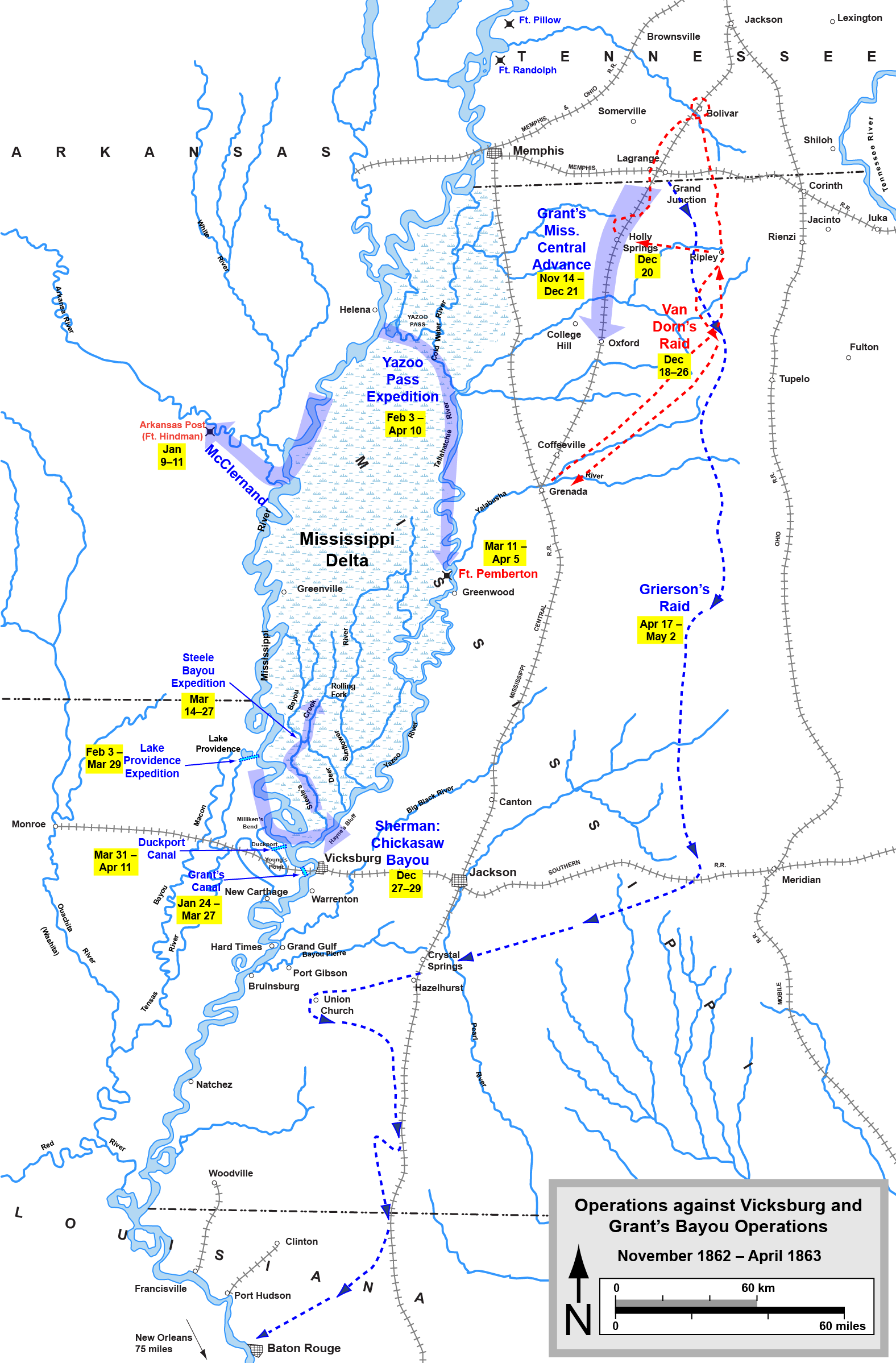
ビックスバーグに対する作戦と、グラントのバイユー作戦
南軍
北軍

1862年11月から、ミシシッピ州の北軍を指揮するユリシーズ・グラント少将は、ビックスバーグ市を攻略する作戦を始めた。ビックスバーグはミシシッピ川に面した高い崖の上にあり、南軍にとっては強固な防衛拠点2つの1つだった（もう1つはルイジアナ州ポートハドソン）。この要塞があることで、ミシシッピ川を北軍が完全に支配することを妨げていた。グラントは総勢7万名の軍隊を2つに分けた。1つは自分で指揮し、もう1つはウィリアム・シャーマンに任せた。シャーマンは右翼すなわちテネシー軍第13軍団を担い、12月22日に第15軍団と改組した。総勢は32,000名であり、アンドリュー・J・スミス、モーガン・K・スミス、ジョージ・W・モーガン、フレデリック・スティール各准将が指揮する4つの師団に編成された。
グラントの翼はミシシッピ中央鉄道を南に下り、ホリースプリングスで前進基地を構築した。ビックスバーグには2方向からの攻撃を計画していた。シャーマン軍が川沿いに下ると、グラントは残った軍（約4万名）を鉄道線に沿ってオックスフォードまで下らせ、グレナダの近くで自軍を攻撃するためにビックスバーグ市内から南軍を誘き出すことを期待し、展開を待つことにした。
海軍准将デイビッド・ディクソン・ポーターが指揮する砲艦7隻と輸送艦59隻が12月20日にテネシー州メンフィスを発ち、アーカンソー州ヘレナで停船して別働隊を積み、12月24日にビックスバーグ上流のミリケンズベンドに到着した。ヤズー川を上った後、ビックスバーグ市の北、スティールズバイユーの対岸にあるジョンソンのプランテーションで、輸送船がシャーマンの部隊を降ろした（上陸に先立って、北軍海軍がヤズー川で機雷掃海操作を行い、その間に装甲艦USSカイロが沈んだ）。
シャーマン軍の前進に対抗する南軍は、ジョン・C・ペンバートン中将が指揮するミシシッピ・東ルイジアナ方面軍であり、ペンバートンはペンシルベニア州の出身でありながら、南軍のために戦う道を選んでいた。ビックスバーグ市を守る軍の直接の指揮官はマーティン・L・スミス少将であり、その下にセス・M・バートン、ジョン・C・ボーン、ジョン・グレッグ、エドワード・D・トレイシー各准将の指揮する4個旅団があった。スティーブン・D・リー准将が暫定師団を指揮し、その下にはウィリアム・T・ウィザーズ、アレン・トマス各大佐の指揮する旅団が付いた。リーがウォルナットヒルズの防衛軍を守る主要指揮官だったが、12月29日遅くにはカーター・L・スティーブンソン少将が到着して指揮官となった。北軍はその前面にいる南軍と比較して2対1（30,720名対13,792名）と優勢だったが、その前には自然が造ったものと人間が造った防御物双方の恐ろしい迷路があった。先ずは木が厚く絡み合ったところであり、その間にところどころ沼地があった。チカソーバイユーは、胸の深さまである水流であり、幅は50ヤード (45 m)、木が岸まで迫り、シャーマン軍にとっては、計画される前進線に並行しているので、部隊間の通信を妨げる恐れがあり、障害物として機能する可能性があった。さらに南軍は逆茂木のために切り倒した木を使って防御線を造っていた。

## 戦闘

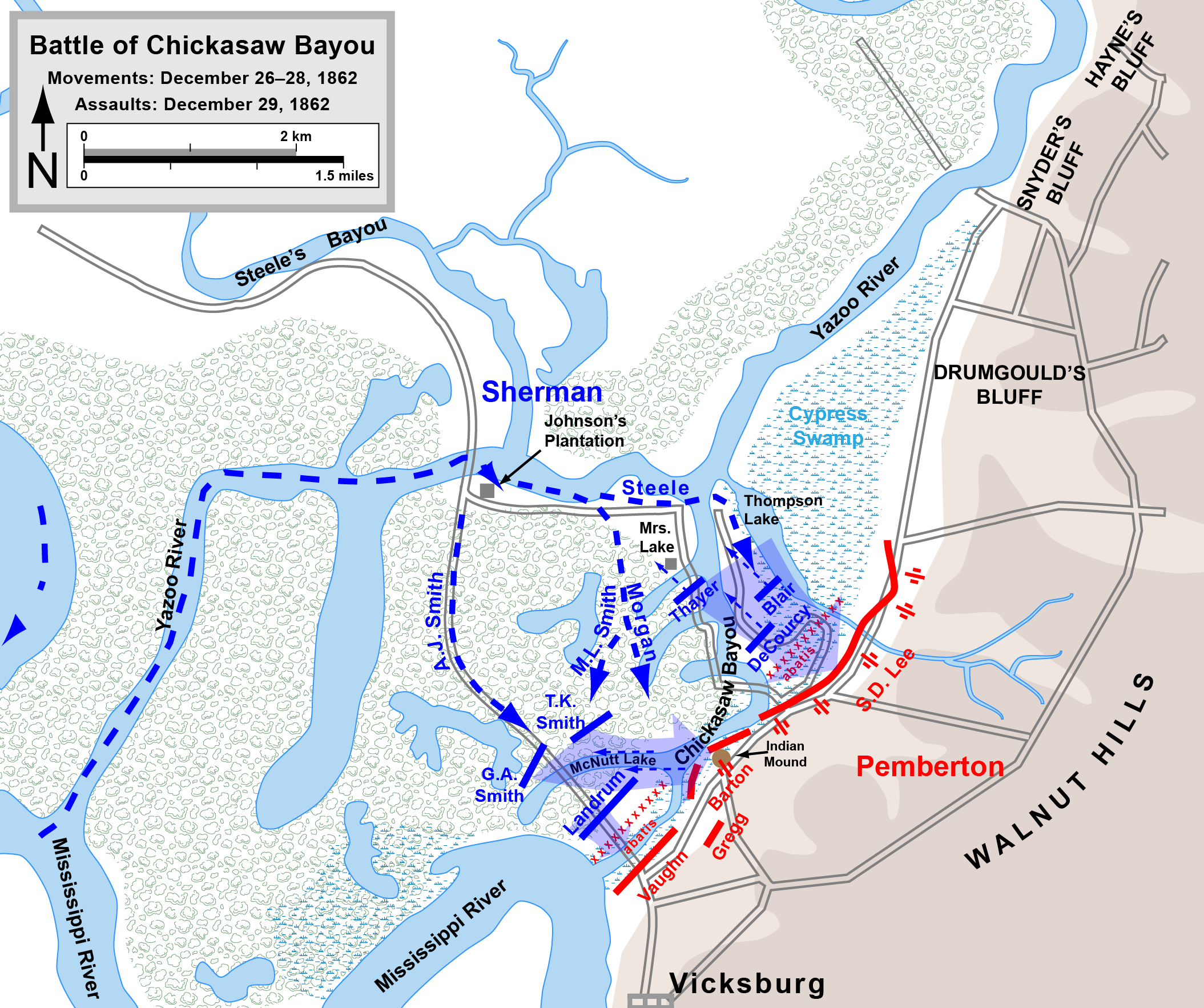
チカソーバイユーの戦い配置図

12月26日、シャーマンはジョン・F・デコーシー大佐とデイビッド・スチュアート准将、フランシス・プレストン・ブレア・ジュニア准将の旅団を、南軍防衛線を偵察し、弱点を発見するために出動させた。これらの部隊は難しい地形を抜けて緩り移動し、レイク夫人のプランテーションに居たスティーブン・D・リーの援護隊と小競り合いを演じた。12月28日、スティールの師団が南軍右翼側面に回り込もうとしたが、狭くなった前線を進んでいる時に南軍に砲撃され、撃退された。
12月29日朝、シャーマンは南軍防衛線に対する砲撃を命じ、そこを弱くした後で総軍前進を図った。ほぼ4時間にわたって砲撃戦が前線全体で続いたが、ほとんど損失を与えられなかった。午前11時、砲撃戦が中止され、歩兵が戦闘配置に付けられた。シャーマンは南軍の砦の恐るべき性格を理解し、「ビックスバーグを占領する前に5,000名を失うことになるであろうし、他所でも同じように失うかもしれない。」と言っていた。
正午、北軍は鬨の声と共に前進した。ブレアの旅団が左に動き、デコーシーの旅団が中央に、ジョン・M・セイヤー准将の旅団が右翼に向かった。セイヤーの旅団は道に迷い、アイオワ第4歩兵連隊の1個連隊のみが戦った。その連隊長であるジェイムズ・A・ウィリアムソン大佐がその日の功績で、後に名誉勲章を受けた。この部隊は水と逆茂木の障害を越え、全部隊で前進射撃壕まで進んだが、南軍の防衛線を前にして固い抵抗にあい、激しい銃火の下を崩壊し始めた。生存兵はバイユーを越えて丸木橋まで後退した。スティーブン・D・リーが部隊に反撃を命じ、その間に北軍兵332名と軍隊旗4本を捕獲した。
シャーマンが命じた別の襲撃をA・J・スミス指揮下の2個師団が行った。M・L・スミスはその日早くに負傷しており、A・J・スミスがその師団の指揮も引き継いでいた。その襲撃はチカソーバイユーを越えて、南軍防衛線の中央にあり、バートンとグレッグが守っていたインディアンマウンドを掴もうとした。ジャイルズ・A・スミスとトマス・キルビー・スミス各大佐の旅団から散兵が出て、バイユー越えをカバーし、G・A・スミス旅団のミズーリ第6歩兵連隊が20名の戦闘工兵を導き、対岸に道を通した。インディアンマウンドを攻略するために5回の攻撃が行われたが、悉く撃退された。
北軍の最右翼ではA・J・スミス師団のウィリアム・J・ランドラム大佐の旅団による攻撃が、南軍ボーンの旅団によって簡単に撃退された。

## 戦闘の後
その夜、シャーマンは「部下によって示された高い心意気に概して満足している」と表明したが、高い崖の上にある強い南軍陣地に面して攻撃は失敗した。北軍の損失は戦死208名、負傷1,005名、563名が捕虜または不明となった。南軍の損失は戦死63名、負傷134名、不明10名だった。シャーマンはポーター提督と協議した。ポーターの海軍も敵に重大な損失を与えるまでには至っていなかった。二人は翌日に攻撃を再開することとし、ポーターはメンフィスにボートを派遣して小火器の弾薬を手に入れることにした。
12月30日の朝までに、シャーマンは同じ場所で攻撃を再開することが無益になると判断しており、ポーターと二人で北東にあるドラムグールドの崖で海陸共同の攻撃を計画した、この険しい崖であれば前進する自部隊をカバーしてくれると期待したからだった。そのような動きは極秘の内に始めさせ、南軍がその防衛部隊を移動させないようにしておくことが必須だった。その動きは12月31日に始まったが、1863年1月1日に濃霧が発生した中断された。
この期間陸上のもう1つの半分であるグラントの攻撃も失敗していた。その通信線が南軍のネイサン・ベッドフォード・フォレスト准将や、アール・ヴァン・ドーン少将の襲撃によって妨害され、ホリースプリングスでは大きな補給所が破壊されていた。グラントはこの物資無しにその軍を維持することはできず、陸上からの進軍を諦めた。シャーマンはその軍団がグラントから補強されないことを理解し、その軍を後退させることとし、1月2日にはヤズー川河口に移動した。1月5日、シャーマンは総司令官ヘンリー・ハレックに手紙を送り、この作戦の経過を要約し（ジュリアス・シーザーの有名な言葉を連想させるやり方で）「私は指定された時刻にヴィックスバーグに到着し、上陸し、攻撃したが失敗した」と記していた。シャーマンとその軍は一時的にジョン・A・マクラーナンド少将の軍に付けられ、アーカンザス川を上ってアーカンソー・ポストの戦いを行った。冬の間にグラントは、ビックスバーグに達するために多くの作戦あるいは「実験」を行ったが、実際に熱心にビックスバーグ方面作戦を再開したのは1863年4月になってからだった。